# Symon Gudmundi
Symon Gudmundi, död 12 maj 1491, var en svensk präst och domprost i Linköping. 

## Biografi
Symon Gudmundi skrevs in 1465 vid Leipzigs universitet, Leipzig. Han var canonicus i Linköping och innehade S:t Andreas prebende. Gudmundi blev 1473 domprost i Linköpings församling, Linköping och avled 12 maj 1491.